# Chordifex amblycoleus
Chordifex amblycoleus är en gräsväxtart som först beskrevs av Ferdinand von Mueller, och fick sitt nu gällande namn av Barbara Gillian Briggs och Lawrence Alexander Sidney Johnson. Chordifex amblycoleus ingår i släktet Chordifex och familjen Restionaceae. Inga underarter finns listade i Catalogue of Life.